# Inula oculus-christi
Espèce
Classification phylogénétique
Synonymes
- Pentanema oculus-christi (L.) (L.) D.Gut.Larr., Santos-Vicente, Anderb., E.Rico & M.M.Mart.Ort.[1]
- Aster oculus-christi (L.) Cav.[1]
- Helenium oculus-christi (L.) Kuntze[1]
- Inula oculus Schrank[1]
- Inula sericea Kit.[1]
- Inula suaveolens Pall.[1]

Inula oculus-christi, qui a pour nom commun Œil du Christ, est une espèce de plante à fleurs de la famille des Asteraceae et du genre Inula d'origine européenne .

## Description
Inula oculus-christi est une plante herbacée vivace qui atteint généralement des hauteurs de 20 à 50 centimètres. La tige feuillée est lâchement feutrée de blanc. Les limbes des feuilles ont un bord entier à denté, sont pennés, des deux côtés densément couchés et soyeux, glandulaires et aromatiques. Les feuilles basales et les feuilles caulinaires inférieures sont de forme obovale à lancéolée, d'environ 2 à 4,5 cm de large, se rétrécissant progressivement dans le pétiole et restent vertes jusqu'à l'anthèse.
La période de floraison de l'hémicryptophyte s'étend de juin à août en Europe centrale. La tige a 1 à 5 capitules et les capitules ont un diamètre de 25 à 50 mm. Les bractées sont disposées en plusieurs rangées. Les bractées externes mesurent de 0,5 à 3,5 mm de large, reposent debout sur les intérieurs et sont plus courtes.
Le nombre de chromosomes est 2n = 16 ou 32.

## Répartition
Inula oculus-christi est présente en Europe centrale et du Sud-Est et de l'Est et fut introduite au Royaume-Uni.
Dans la zone germanophone, l'espèce n'est présente qu'en Autriche. En Autriche, elle n'est présente que dans la région pannonienne, dispersée ou rare, sur les prairies semi-arides et les bordures sèches et chaudes de la zone altitudinale de la colline. Les occurrences sont limitées aux États fédéraux de Vienne, de Basse-Autriche et du Burgenland.

## Parasitisme
La fleur a pour parasites Megalocoleus molliculus (de), Tephritis ozaslani (en), Inuromaesa maura (nl). Les feuilles ont pour parasites Paredrocoris pectoralis, Plagiognathus bipunctatus (sv), Plagiognathus chrysanthemi (de), Adelphocoris lineolatus, Adelphocoris vandalicus, Brachycoleus decolor, Calocoris roseomaculatus (de), Oidaematophorus constanti (en), Epitrimerus oculusinulae, Ramularia cupulariae (sv), Chromatomyia syngenesiae (en), Phytomyza conyzae (sv), Coleophora conyzae (en), Atralata albofascialis (sv), Apterona helicoidella, Pustula obtusata. La tige a pour parasite Acodiplosis inulae (sv).